# Promovacances
 (octobre 2015).
Promovacances.com est une marque d'agence de voyages en ligne lancée en 1998 sur internet sous forme de voyagiste low-cost, propriété de la société Karavel qui regroupe également de nombreux autres sites liés au tourisme. Son directeur général est Alain de Mendonça depuis octobre 2001.
Dans le secteur concurrentiel des grands acteurs du voyage en ligne, Karavel-Promovacances est le seul groupe français indépendant.

## Présentation
Promovacances.com propose sur son site plus de 10 000 voyages réactualisés quotidiennement.[réf. nécessaire]
Si l'entreprise a commencé en ligne, elle propose aussi des point de vente physiques, comme à Pau,.

## Historique
(novembre 2015).
En 1992, Promovacances est créée et est accessible via minitel (3615 Promovacances).
En 1998, le site internet www.promovacances.com est mis en ligne.
En octobre 2001 Karavel.com annonce la reprise de Promovacances par le site Karavel.com, lancé en mai 2001.
En 2005, Karavel-Promovacances passe dans le giron du groupe Opodo, pour quitter le groupe en 2009.
En avril 2008, Promovacances.com fait l'acquisition d'AB Croisière, le leader français de la vente de croisières en ligne
En 2010, l'entreprise fait l'acquisition du site Unmondeadeux, spécialiste du voyage sur mesure et haut de gamme.
En décembre 2014, Promovacances.com fait l'acquisition d'ecotour.com,.
En 2015, la marque lance la marque Maxi Club, des « clubs vacances à petit prix ».[réf. nécessaire]
En 2016, eDreams Odigeo annonce la cession de son service "séjours" à Karavel-Promovacances,.
- Février 2020 : le groupe Karavel fait l'acquisition de la marque Club Jumbo[14], à la suite de la faillite de Thomas Cook

En décembre 2023, Adnec, filiale d'un fonds souverains d'Abou Dhabi, se positionne en vue d'acquérir Karavel, détentrice de Promovacances et FRAM, mais la transaction ne va pas à son terme . 
En mars 2024, Promovacances ouvre une agence à Pau.

## Chiffres-clés
(novembre 2015).
- 55 agences physiques
- 700 collaborateurs
- 2 centre d'appels implantés en France
- 3 Travel d'Or de la meilleure agence de voyages en ligne (2011, 2012 et 2013)
- 1 prix FEVAD du meilleur site de commerce en ligne élu par les internautes (Favori'2013)

## Spécificités
- Distributeur : Promovacances.com a également développé des partenariats avec une sélection de voyagistes externes.